# Kriegerdenkmal Rätzlingen (Deutsch-Französischer Krieg)

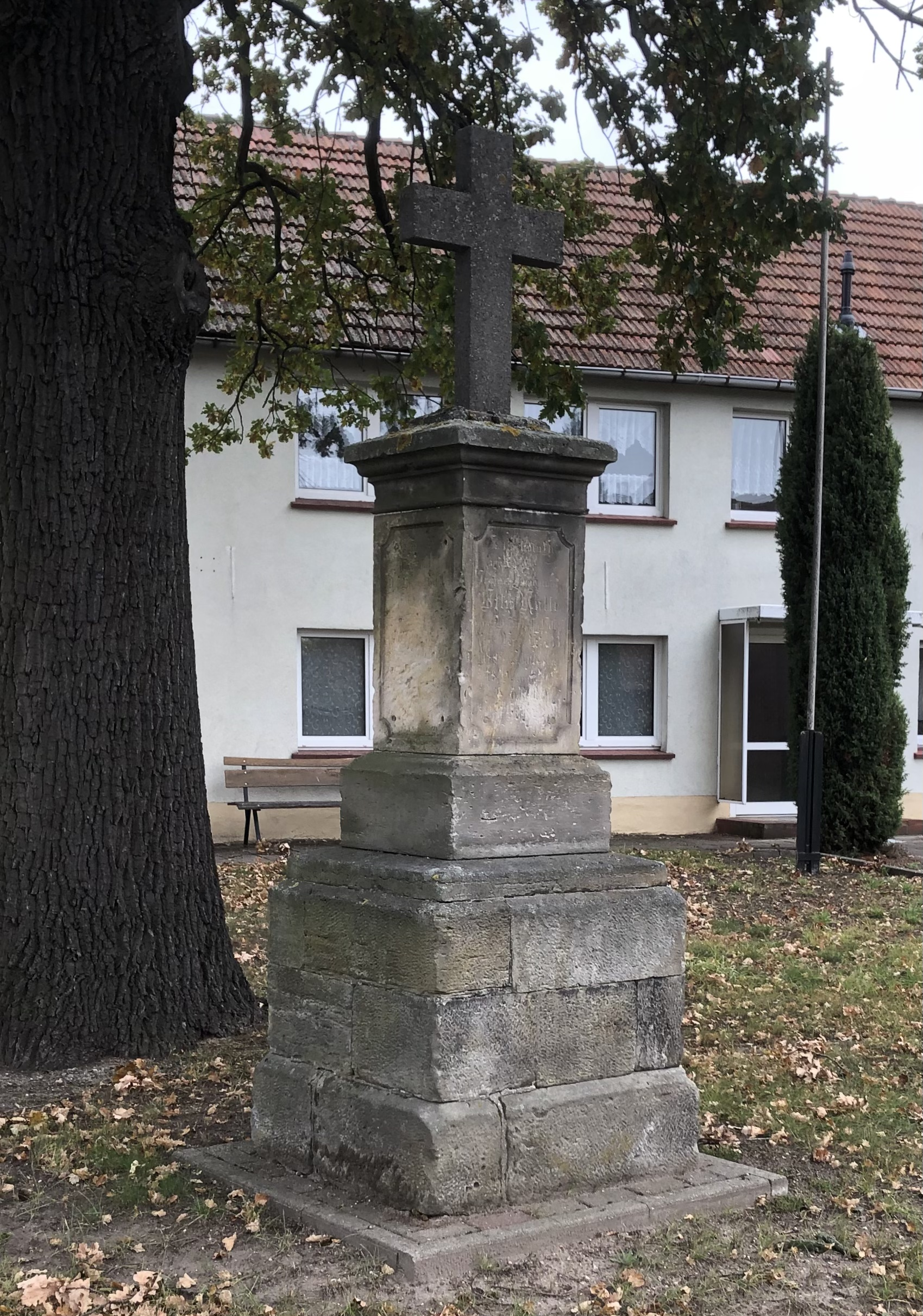
Kriegerdenkmal für den Deutsch-Französischen Krieg, 2021

Das Kriegerdenkmal Rätzlingen ist ein denkmalgeschütztes Kriegerdenkmal in Oebisfelde-Weferlingen in Sachsen-Anhalt.

## Lage
Das Denkmal befindet sich westlich des Zentrums des Ortsteils Rätzlingen östlich der Bösdorfer Straße, unmittelbar südlich der Einmündung des Schulwegs.

## Gestaltung und Geschichte
Das schlichte Denkmal ist den Gefallenen Rätzlingern im Deutsch-Französischen Krieg von 1870/71 gewidmet. Andere Angaben nennen zusätzlich auch den Deutschen Krieg von 1866. Es ist aus Sandstein gefertigt und besteht aus einer auf einem hohen Sockel stehenden Stele. Bekrönt ist die Stele von einem aufgesetzten Kreuz, welches jedoch möglicherweise erst später hinzugefügt wurde.
Auf den Seitenflächen befanden sich Inschriften, die jedoch weitgehend verwittert und daher zum großen Teil nicht mehr lesbar sind.
Auf der nach Westen weisenden Vorderseite wird dem Premierleutnant Otto Nolte vom Füsilier-Regiment 33 gefallen am 18. August 1870 in der Schlacht bei Gravelotte gedacht. Die nach Osten zeigende Rückseite ist dem Gefreiten Joh. Heinrich Friedrich Hasche vom Infanterie-Regiment 66 gestorben am 3. Juli 1870 im Lazarett gewidmet. Nord- und Südseite sind praktisch nicht mehr lesbar. Eine der Seiten gedenkt dem Füselier Johann Heinrich Meyer verstorben am 6. August 1870 in Saarbrücken.
Im örtlichen Denkmalverzeichnis ist das Kriegerdenkmal unter der Erfassungsnummer 094 84856 als Baudenkmal verzeichnet.